# Dešov
Dešov je obec v okrese Třebíč v kraji Vysočina, ležící asi 25 km jihozápadně od města Třebíče. Nadmořská výška obce je 464 metrů nad mořem. Obec patří do správního obvodu obce s rozšířenou působností Moravské Budějovice. Žije zde 471 obyvatel. Obec se nečlení na části, má ale dvě katastrální území, Malý Dešov a Velký Dešov.
Sousedními obcemi sídla jsou Zálesí, Chvalatice, Bítov, Zblovice, Vysočany, Kostníky, Kojatice, Hornice a Nové Syrovice.

## Geografie
Dešovem prochází ze západu na východ silnice II/408 z Hornic do Zálesí a ze severu na jih silnice II/411 z Nových Syrovic do Vysočan. Severně vede užitková silnice do Velkého Újezdu a ze silnice II/411 vede západně silnice do Kojatic, jihovýchodně ze zastavěného území obce vede užitková silnice směrem k přírodní rezervaci Suchá hora a do Zblovic a k památkově chráněné Vápence. Část jihozápadní hranice tvoří silnice mezi Chvalaticemi a Bítovem. Přes jižní část území obce vedou ze západu na východ cyklostezky 5223, 5007 a Pivovarská cyklostezka. Ze severu na jih přes území obce prochází modrá turistická stezka, ta vede k Vranovské přehradě a následně zpět na území obce k rozcestníku Zálesí. Z rozcestníku Pod Stříbrným kopcem vede na západ žlutá turistická stezka.  
Severní, západní a jihozápadní část území obce je zemědělsky využívaná, východní a jihovýchodní část území obce je zalesněná a poměrně kopcovitá. Na jižní hranici území obce nad Vápenkou se nachází velký lom.
Na východ od zastavěného území obce se nachází rybníky Vlčák a Starák, ty leží na Dešovském potoce, který pramení severovýchodně od zastavěného území obce, Dešovský potok tvoří část jižní hranice území obce a ústí do Želetavky, která tvoří velkou část jižní hranice území obce. Na jihozápadním okraji obce se do Želetavky vlévá Bihanka, která však neteče přes území obce. Východně od zastavěného území obce u přírodní rezervace Suchá hora pramení Bítovský potok, na jeho toku leží rybníky Julinka, Šanderka, Nový rybník a Najhajzerský rybník, Bítovský potok se následně jižně od území obce vlévá do vodní nádrže Vranov. 
Východně od zastavěného území obce se nachází zalesněné kopce s nadmořskou výškou 500–600 metrů nad mořem, v PR Suchá hora se nachází vrchol Suchá hora (571 m), severně od Suché hory se nachází kopec Skalka (560 m) a také několik izolovaných nepojmenovaných vrcholů o výšce kolem 550 metrů. Na východním okraji území obce se nachází také Stříbrný kopec (523 m). Severovýchodně od zastavěného území obce se nachází vrchol Horka (521 m), severně vrchol Vykáň (502 m), západně vrcholy Petrův kopec (482 m) a Lopata (465 m). Jižní hranice území význačná ostrým údolím Želetavky, které klesá až do cca 375 metrů nad mořem. Na svahu údolí Želetavky se nachází mnoho skalních útvarů. Západní část obce dosahuje nadmořské výšky kolem 450–500 metrů nad mořem a je poměrně rovinatá.
Jižně od zastavěného území vesnice Dešov se nachází část vesnice s názvem Malý Dešov, u PP Černá blata pak stojí hájenka. Za jižní hranicí území obce se u silnice mezi Chvalaticemi a Bítovem nachází osada Popelná. V údolí Želetavky se nachází při silnici Svobodův mlýn a nedaleko Palliardiho hradisko, výše na toku řeky se pak těsně za hranicí nachází i Máchův mlýn. Severně od hranic území obce se při silnici II/411 nachází dvůr Spetice. 
Na zalesněné východní části území obce se nachází několik památných či významných stromů, jsou jimi Buk u cesty na Suchou horu, Klen pod Suchou horou a Dub a lípa u hájenky Černá blata. Tamtéž se také nachází PR Suchá hora a PP Černá blata u blízké hájenky.

## Název
Původní podoba jména vesnice byla Zdešov, byla odvozena od osobního jména Sdeš/Zdeš (což byla domácká podoba některého jména, v jehož první části byl obsažen slovesný kořen sdě- znamenající "skládat, zakládat") a znamenala "Zdešův majetek". Podoba Dešov vznikla rozložením Zdešova > z Dešova, což u jmen na Zd- bylo časté. Obě sousedící vesnice stejného jména se ve 14. a 15. století také označovaly zdrobnělinou Dešovec, od 15. století se rozlišovaly přívlastky Malý a Velký.

## Historie
První osadníci v okolí Dešova se měli usadit na tzv. Palliardiho hradisku u Koberova mlýna. První zmínka o obci pochází z roku 1345 nebo z roku 1398, kdy byl zmíněn Vršek z Dešova, který měl vlastnit Malý i Velký Dešov. V roce 1416 pak vesnice vlastnil Martin z Dešova, roku 1446 pak Niklas z Dešova. Kolem roku 1510 pak měl Dešov patřit Lichtenburkům. V roce 1570 pak přešly vesnice na Henrycha z Bítova.
V době po třicetileté válce pak Dešov trpěl průchodem švédských vojáků a také vysokými dluhy. V roce 1775 pak lidé z Dešova se odmítli podvolit robotě a tak byli představení předvoláni na hrad Bítov, kde získali odpuštění 857 robotních dnů. Později se tyto vzpoury proti robotě rozšířili do celého bítovského panství. V roce 1763 byla v Dešově založena škola, ale až roku 1796 byla postavena školní budova, která byla později zbořena a roku 1867 byla postavena nová škola. Do roku 1849 byl Dešov součástí bítovského a kdousovského panství, po správních reformách se obec stala součástí okresu Moravské Budějovice. V roce 1900 byla v obci založena Národní jednota, roku 1919 byla v obci založena Sokolská jednota, spolek Domovina, Venkovská omladina a Družina katolických zemědělců, v roce 1920 pak také Lidová jednota a v roce 1921 Orel. V roce 1928 pak byl v obci odhalen památník obětem 1. sv. války. V roce 1960 se sloučily obce Velký Dešov a Malý Dešov v jednu a byly začleněny do okresu Třebíč. V roce 1995 byla část vesnice prohlášena za Vesnickou památkovou rezervaci.
V obci se nachází základní a mateřská škola, zemědělské družstvo, působí zde dva Sbory dobrovolných hasičů a Myslivecké sdružení. V roce 2020 v Dešově přetekl při povodni rybník.
Do roku 1849 patřil Dešov do bítovského a kdousovského panství, od roku 1850 patřil do okresu Znojmo, pak od roku 1896 do okresu Moravské Budějovice a od roku 1960 do okresu Třebíč.
| Rok            | 1869 | 1880 | 1890 | 1900 | 1910 | 1921 | 1930 | 1950 | 1961 | 1970 | 1980 | 1991 | 2001 | 2011 | 2021 |
| -------------- | ---- | ---- | ---- | ---- | ---- | ---- | ---- | ---- | ---- | ---- | ---- | ---- | ---- | ---- | ---- |
| Počet obyvatel | 720  | 731  | 736  | 774  | 785  | 825  | 803  | 684  | 675  | 608  | 529  | 458  | 432  | 432  | 407  |
| Počet domů     | 115  | 123  | 124  | 130  | 132  | 132  | 160  | 171  | 163  | 156  | 142  | 162  | 167  | 171  | 181  |

## Politika

### Volby do Poslanecké sněmovny
|       | 2006                | 2010                | 2013                | 2017                | 2021                  |
| ----- | ------------------- | ------------------- | ------------------- | ------------------- | --------------------- |
| 1.    | ČSSD (36,86 %)      | ČSSD (26,56 %)      | ANO 2011 (21,02 %)  | ANO (28,43 %)       | ANO (24,75 %)         |
| 2.    | KDU-ČSL (20,7 %)    | VV (17,18 %)        | ČSSD (20,51 %)      | KDU-ČSL (14,21 %)   | SPOLU (24,25 %)       |
| 3.    | ODS (19,69 %)       | ODS (15,62 %)       | KDU-ČSL (15,89 %)   | STAN (12,25 %)      | Piráti+STAN (16,33 %) |
| účast | 59,94 % (199 z 332) | 58,38 % (195 z 334) | 58,41 % (198 z 339) | 56,98 % (204 z 358) | 59,59 % (202 z 339)   |

### Volby do krajského zastupitelstva
|      | 1.                 | 2.                       | 3.                 | účast               |
| ---- | ------------------ | ------------------------ | ------------------ | ------------------- |
| 2000 | 4KOALICE (51,78 %) | ODS (18,75 %)            | ČSSD (9,82 %)      | 35,47 % (116 z 327) |
| 2004 | KDU-ČSL (39,39 %)  | ODS (26,26 %)            | KSČM (16,16 %)     | 30,76 % (100 z 325) |
| 2008 | ČSSD (37,69 %)     | KDU-ČSL (21,53 %)        | KSČM (13,84 %)     | 38,58 % (130 z 337) |
| 2012 | STO (21,29 %)      | KSČM (19,44 %)           | ČSSD (18,51 %)     | 34,32 % (116 z 338) |
| 2016 | STO (20,79 %)      | ČSSD (19,8 %)            | ANO 2011 (18,81 %) | 29,06 % (101 z 351) |
| 2020 | ODS+STO (21,05 %)  | ANO (20,17 %)            | KDU-ČSL (13,15 %)  | 34,1 % (118 z 346)  |
| 2024 | ANO (36,6 %)       | ODS+TOP 09+STO (28,57 %) | KDU-ČSL (11,6 %)   | 32,1 % (113 z 352)  |

### Prezidentské volby
V prvním kole prezidentských voleb v roce 2013 první místo obsadil Miloš Zeman (67 hlasů), druhé místo obsadil Jan Fischer (51 hlasů) a třetí místo obsadil Karel Schwarzenberg (30 hlasů). Volební účast byla 62,61 %, tj. 211 ze 337 oprávněných voličů. V druhém kole prezidentských voleb v roce 2013 první místo obsadil Miloš Zeman (119 hlasů) a druhé místo obsadil Karel Schwarzenberg (81 hlasů). Volební účast byla 59,82 %, tj. 201 ze 336 oprávněných voličů.
V prvním kole prezidentských voleb v roce 2018 první místo obsadil Miloš Zeman (75 hlasů), druhé místo obsadil Jiří Drahoš (68 hlasů) a třetí místo obsadil Pavel Fischer (32 hlasů). Volební účast byla 60,62 %, tj. 214 ze 353 oprávněných voličů. V druhém kole prezidentských voleb v roce 2018 první místo obsadil Jiří Drahoš (114 hlasů) a druhé místo obsadil Miloš Zeman (112 hlasů). Volební účast byla 64,20 %, tj. 226 ze 352 oprávněných voličů.
V prvním kole prezidentských voleb v roce 2023 první místo obsadil Andrej Babiš (82 hlasů), druhé místo obsadil Petr Pavel (61 hlasů) a třetí místo obsadila Danuše Nerudová (44 hlasů). Volební účast byla 70,00 %, tj. 238 ze 340 oprávněných voličů. V druhém kole prezidentských voleb v roce 2023 první místo obsadil Petr Pavel (136 hlasů) a druhé místo obsadil Andrej Babiš (96 hlasů). Volební účast byla 67,64 %, tj. 232 ze 343 oprávněných voličů.

## Pamětihodnosti
- část Velkého Dešova je od roku 1995 vesnickou památkovou rezervací s dochovanými soubory lidové architektury. Do ústředního seznamu kulturních památek byly zapsány domy čp. 3, 4, 17, 35, 60, 94, 102, kaple Panny Marie Bolestné, poklona na cestě k Bítovu, boží muka u domu čp. 121, boží muka u silnice Znojmo – Jemnice.
- kaple svatého Josefa v Malém Dešově
- kaple Panny Marie Bolestné z roku 1781
- v katastru obce je přírodní památka Černá blata
- v katastru obce je přírodní památka Suchá hora
- památník obětem 1. sv. války
- pamětní deska Antonína Pešla na domě čp. 9

## Osobnosti
- Antonín Pešl (1891–1942), novinář a spoluzakladatel československých legií za první světové války v Itálii. Popraven za účast v protiněmeckém odboji během druhé světové války. Pamětní deska na jeho rodném domě (Dešov číslo popisné 9) byla slavnostně odhalena krátce po skončení druhé světové války dne 30. září 1945[28]
- Jan Papoušek (1859–1925), pedagog a hudební skladatel, zemřel v Dešově

## Galerie

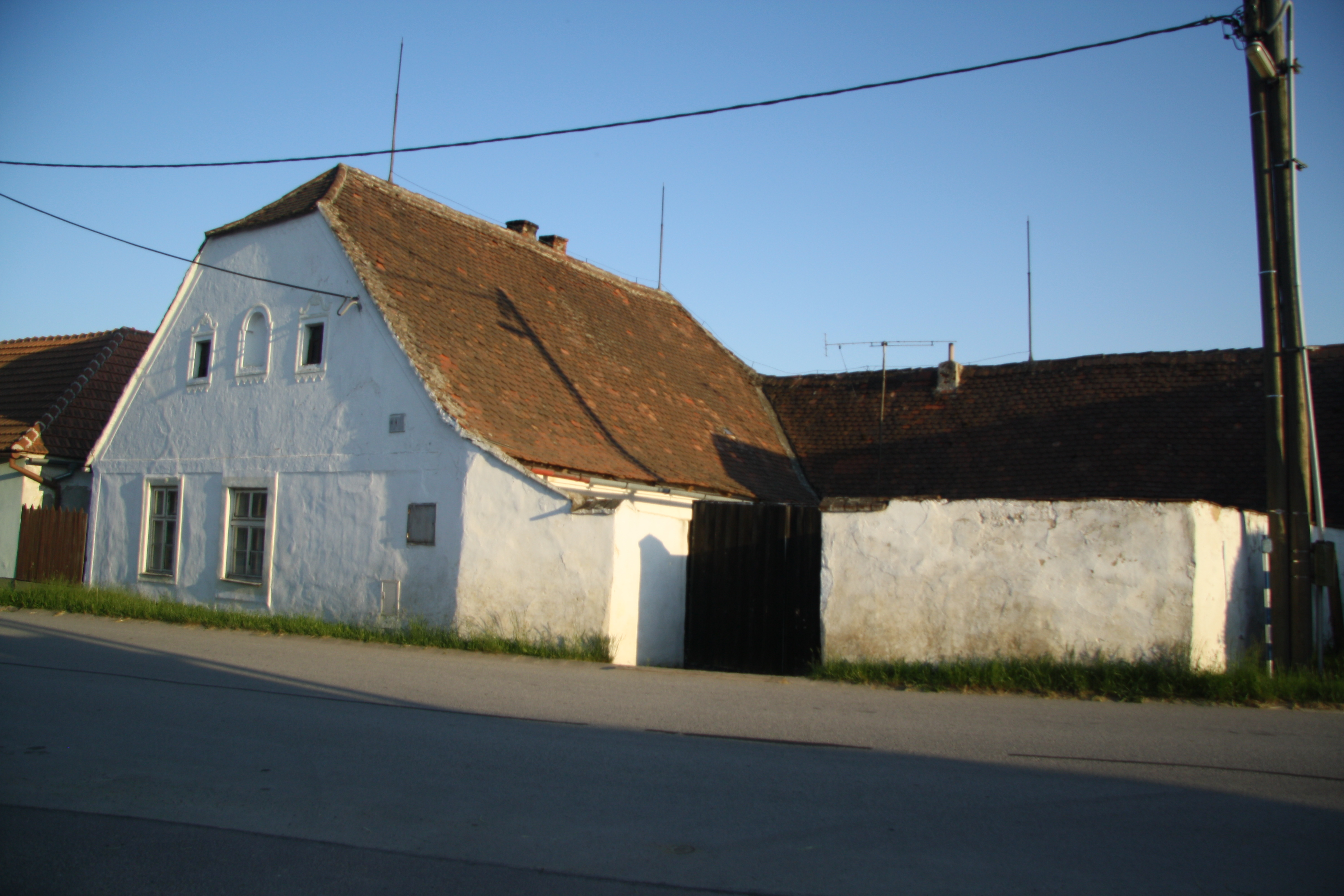
Stavení čp. 30
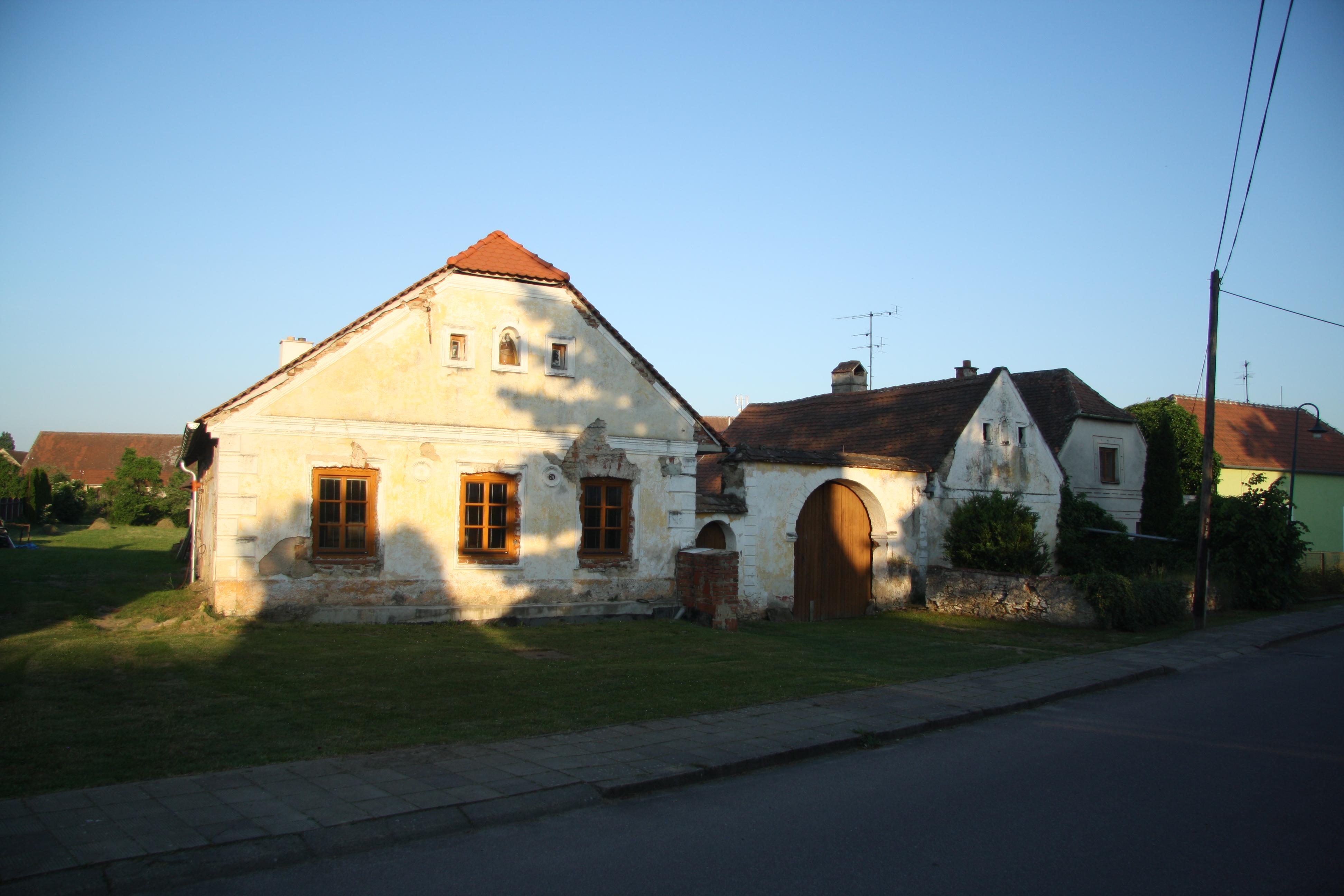
Stavení čp. 94
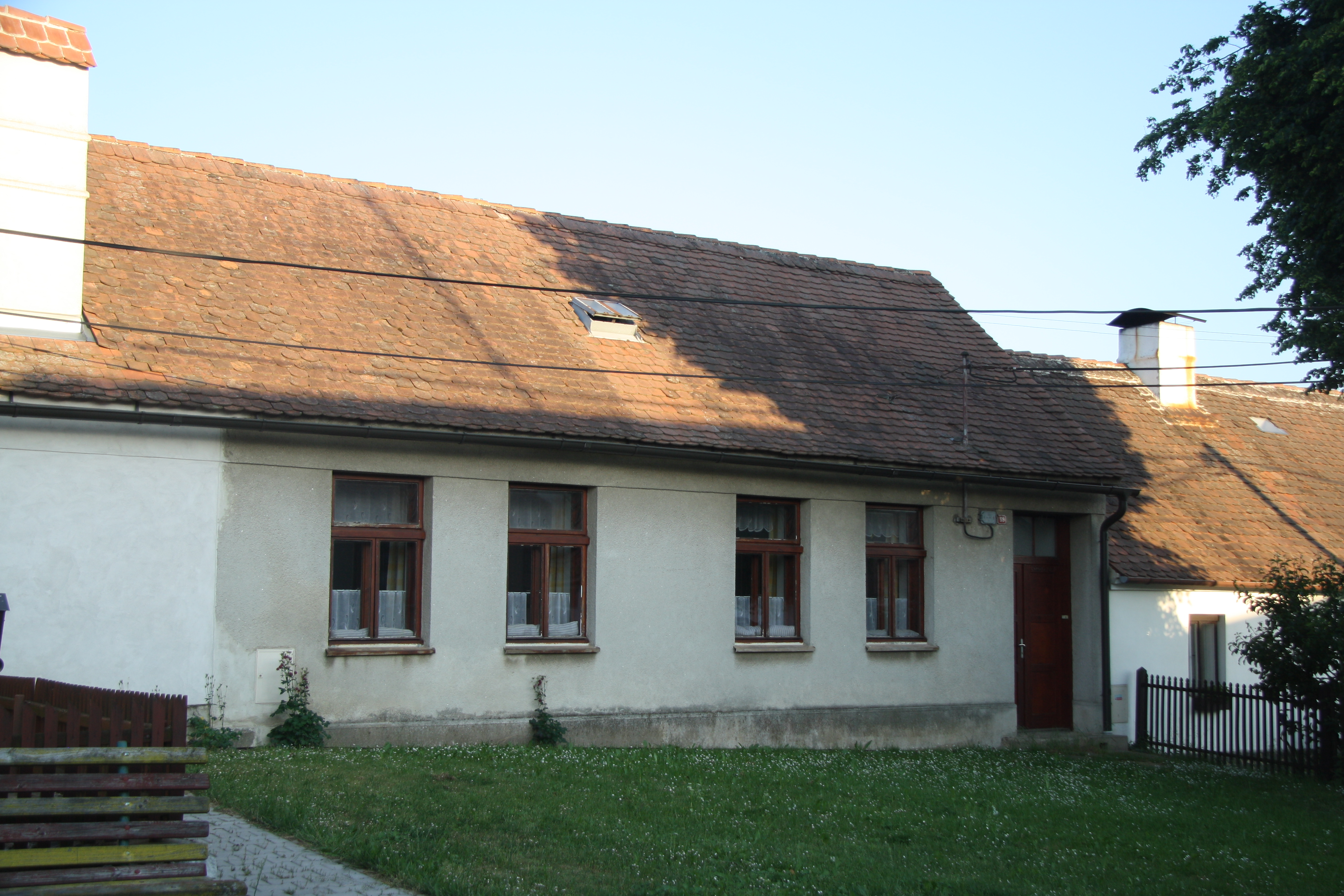
Stavení čp. 59
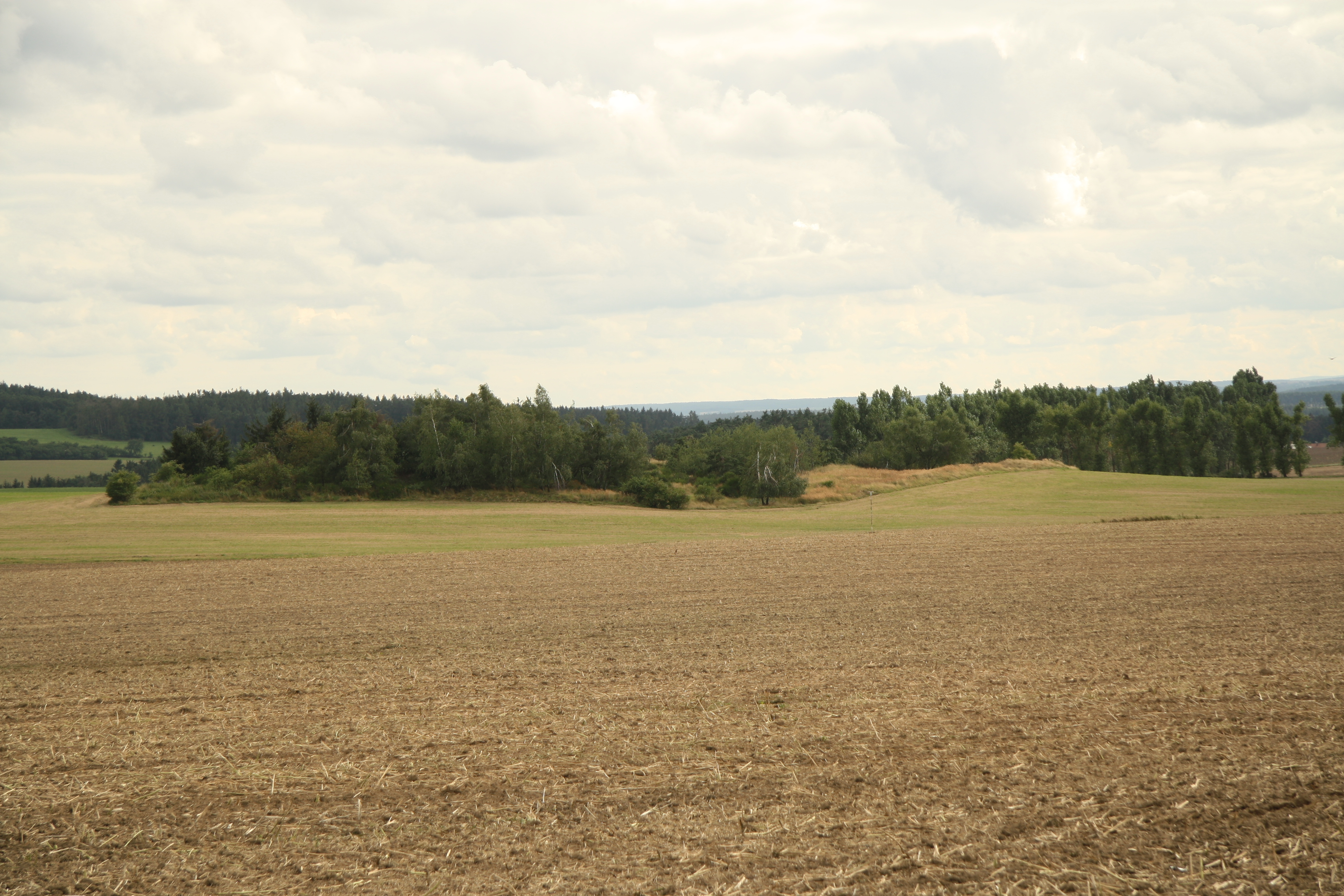
Dešovská pahorkatina
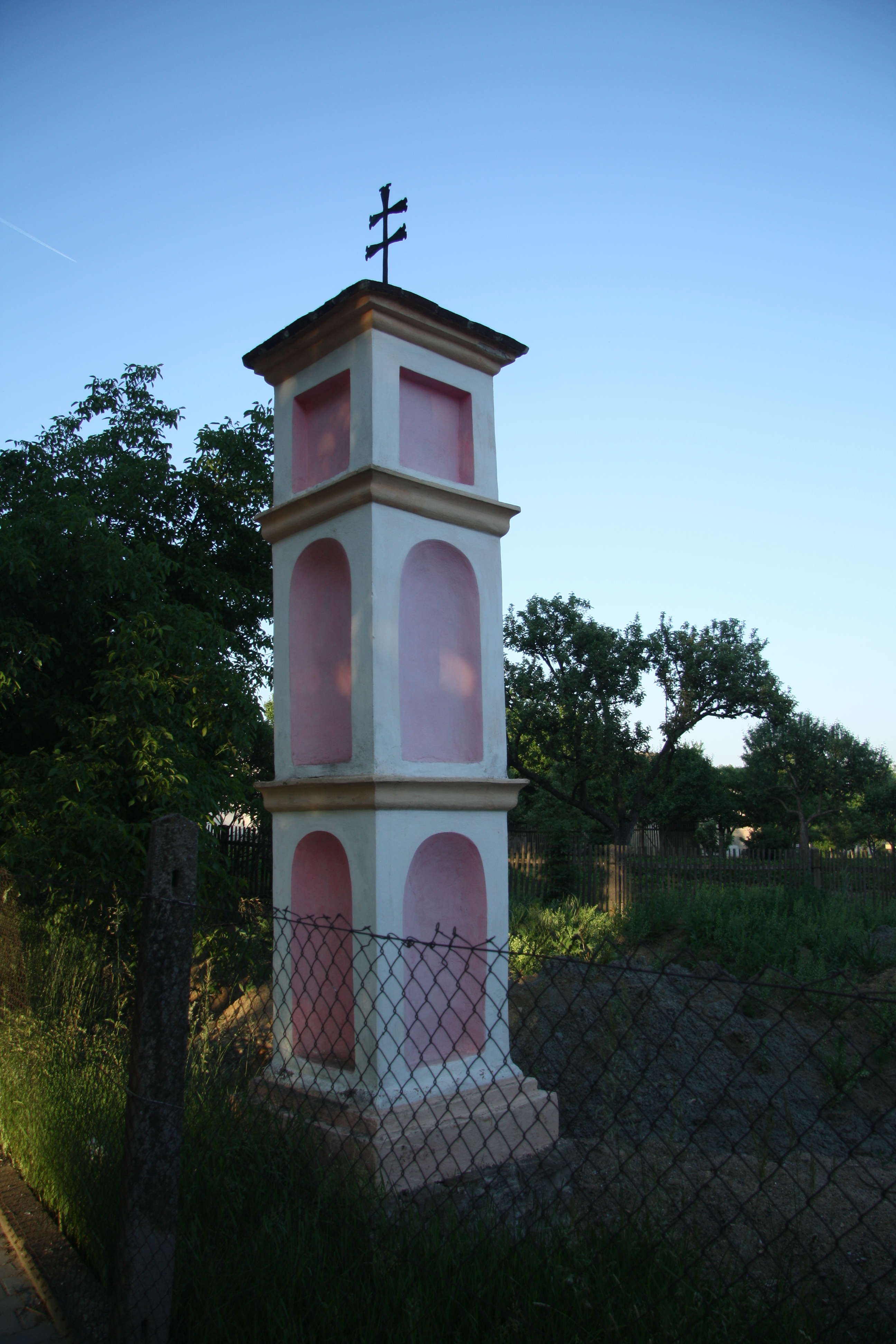
Boží muka
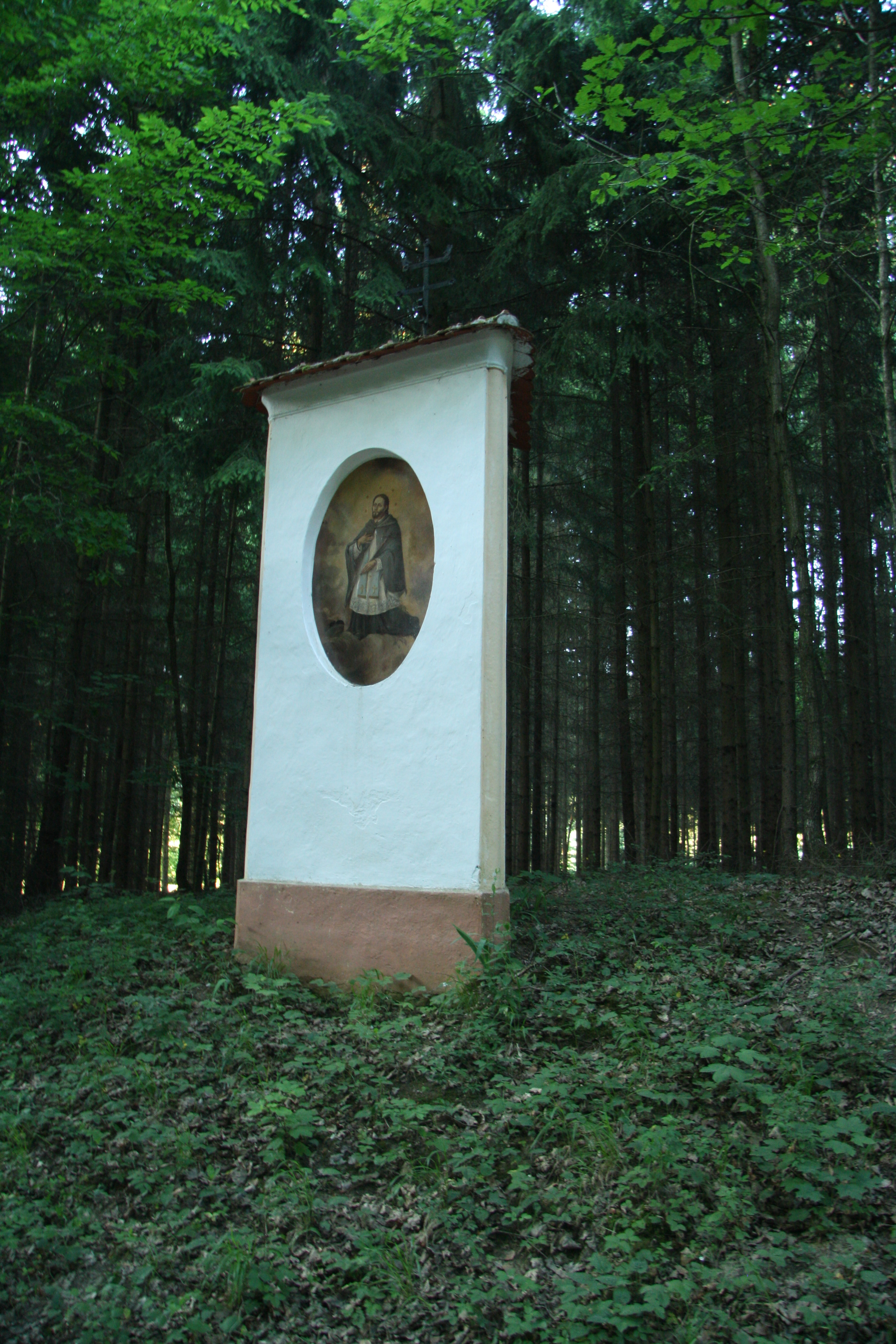
Boží muka v lese
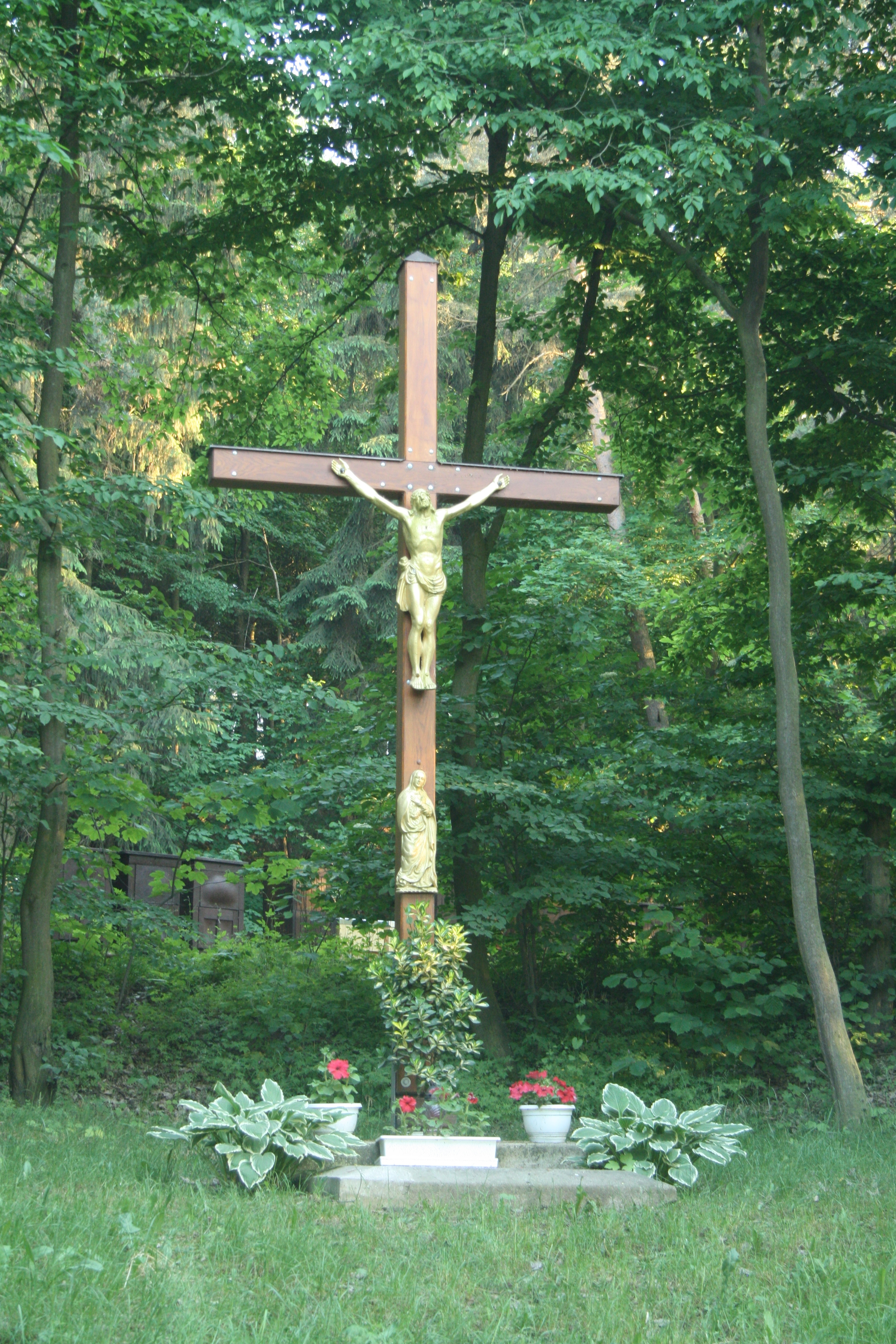
Kříž v lese
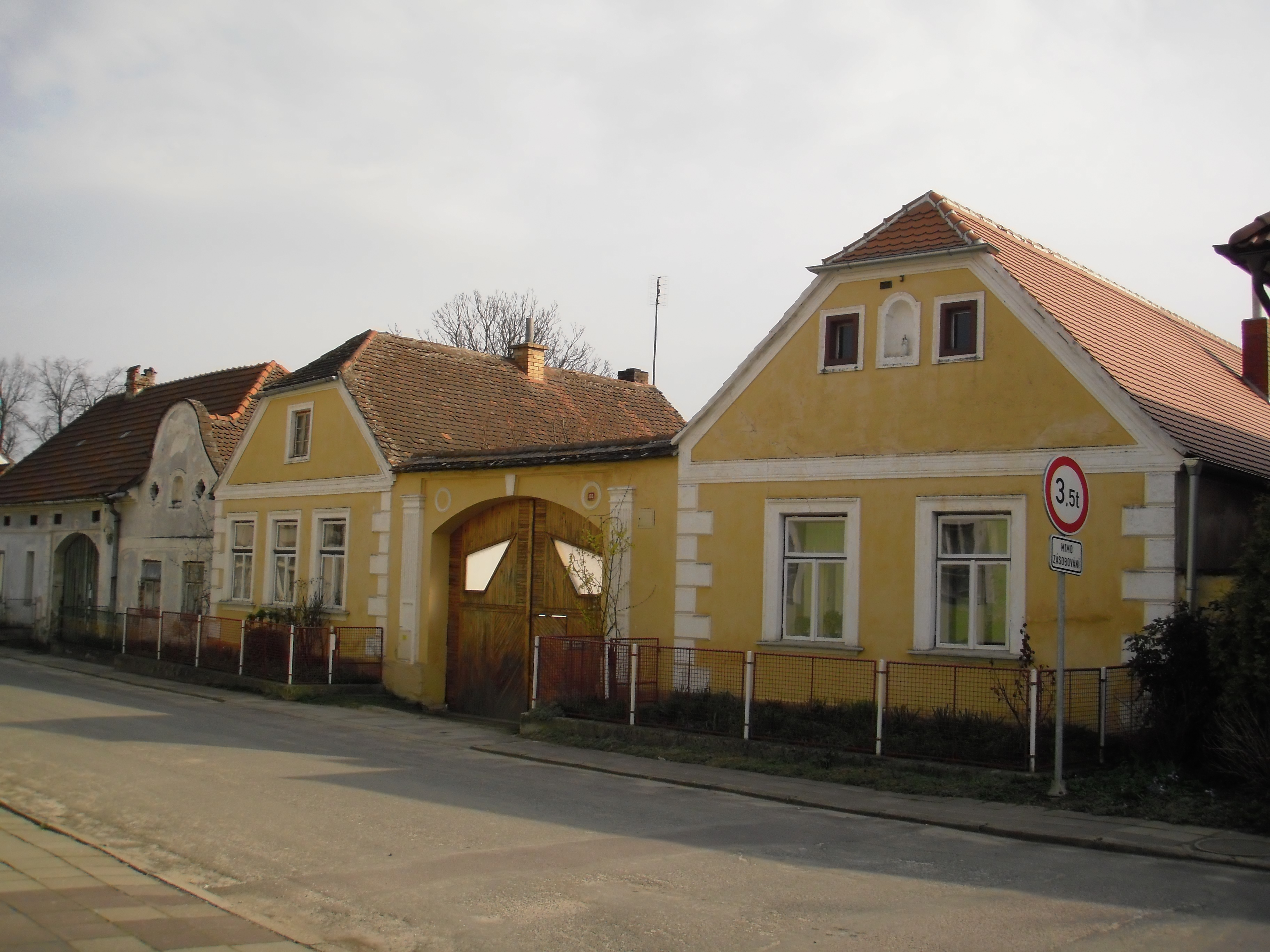
Stavení čp. 2